# Vårkänslor

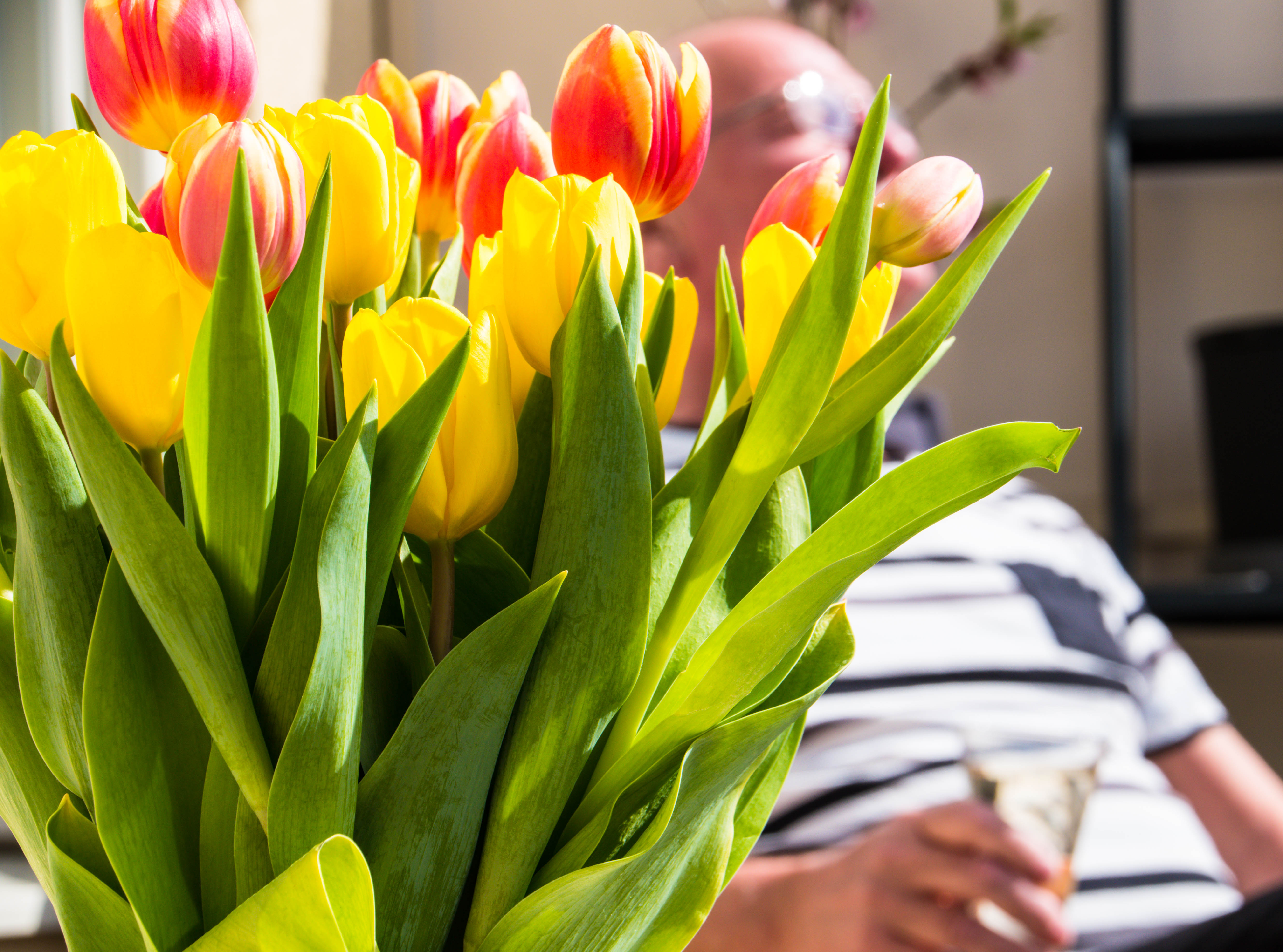
Tulpaner och vårkänslor på en balkong.

Vårkänslor (vårkänsla i singular) är ett begrepp som används för olika fysiska och i synnerhet känslomässiga symtom i samband med vårens ankomst, såsom en glad känsla, ökad energi eller lust.
Det är inte helt klarlagt varför vissa får vårkänslor. Hos vuxna personer kan tilltagande solljus ha en inverkan eftersom det ökar utsöndringen av dopamin, som i sin tur påverkar lustkänslor. Helena Backlund Wasling, hjärnforskare vid Sahlgrenska akademin i Göteborg, ansåg 2014 att även förändrade doftintryck kan ligga till grund för vårkänslor eftersom doft- och känslocentret i hjärnan är närliggande.
Vårkänslor är belagt i svenska språket åtminstone från 1833.